# Ónodi Adolf
Ónodi Adolf (született Finkelstein Dávid) (Miskolc, 1857. október 7. – Bécs, 1919. november 15.) orvos, gégész, az MTA l. tagja (1896).

## Élete
Finkelstein József magánzó és Bened Fanni fia. 1881-ben szerzett oklevelet a budapesti egyetemen, de már 1880-tól tanársegéd az anatómiai tanszéken. 1887-ben magántanár az idegrendszer bonc-, szövet- és fejlődéstanából. 1887-től a gégegyógyászati rendelést vezette a budapesti belklinikán. 1890-ben az orr-, torok- és gégebajok magántanára. 1910-ben a gégészet rk. tanára. A Szentkirályi utcai Belgyógyászati Klinika egyik épületében (A épület) alakítja ki hazánk első Orr-gége Klinikáját. Kutatási területe az orrmelléküregek anatómiája. Leírta a róla elnevezett utolsó Ónodi-féle sejtet. Hatalmas preparátummal rendelkezett az orrmelléküregek területéről.
A Tanácsköztársaság bukása után politikai meggyőződése miatt emigrálni kényszerült Bécsbe. Jelentős kutatói tevékenységet fejtett ki a gége bonctanával és élettanával kapcsolatosan. Tisztázta a gége beidegzését. Az orr melléküregeire vonatkozó munkáját több nyelvre lefordították. Életében a Párizsi Orvosi Akadémia rendes tagjává választották, majd az MTA rendes nyilvános tagja lett. Több orr és melléküregekkel foglalkozó könyve, illetve gégebeidegzéssel foglalkozó jegyzete jelent meg. Halála után az orrmelléküregek fejlődésével és morphológiájával foglalkozó gyűjteménye (mely világhírű volt) a londoni orvosegyesület birtokába került, de a második világháborúban az egyik légitámadás során elpusztult.
Házastársa Steiner Kornélia (1866–1944) volt, Steiner Bertold gyáros és Bodansky Cecília lánya, akivel 1887. május 22-én Budapesten kötött házasságot.

## Művei
- Az együttérző idegrendszer alaktani megjelenésében. (Budapest, 1882)
- A csigolyaközötti dúczok és ideggyökerek fejlődéséről. Két tábla rajzzal. (Budapest, 1884)
- Az együttérző idegrendszer fejlődése. (Budapest, 1885)
- Rendellenes alakviszonyok az idegtan köréből (Budapest, 1885)
- Utmutató topographikus bonczolásokhoz (Budapest, 1887)
- A német orvosoknak és természetvizsgálóknak 60. nagygyűlése (Budapest, 1888)
- Kísérleti adatok a gége hűdéseinek tanához. (Budapest, 1890)
- Orr- és gégegyógyászati közlemények. (Budapest, 1891)
- Az orrüreg és melléküregei (Budapest, 1893); Die Innervation des Kehlkopfes (Wien, 1896)
- Az orr-, gége- és garatlégcső bántalmai (Budapest, 1919); Das Gehirn und die Nebenhöhlen der Nase (Wien, 1908)